# Neaylax
Neaylax is een geslacht van vliesvleugelige insecten van de familie Echte galwespen (Cynipidae).

## Soorten
- N. nemorosae (Balas, 1940)
- N. salviae (Giraud, 1859)
- N. taurica (Belizin, 1954)
- N. verbenaca (Nieves-Aldrey, 1988)
- N. versicolor (Nieves-Aldrey, 1985)